# USS Birmingham (CL-2)
USS Birmingham (CL-2) — лёгкий крейсер флота США времён Первой мировой войны, второй корабль типа «Честер».

## История создания
Заложен 14 августа 1905 года на верфи Fore River Shipbuilding Company в Квинси, штат Массачусетс, спущен на воду 29 мая 1907 года, «крещён» миссис L. Underwood, вошёл в строй 11 апреля 1908 года под командованием коммандера B. T. Wallin.

## История службы
Служил в Атлантическом флоте, стал первым военным кораблём, с палубы которого взлетел самолёт.
С 1909 года по 1910 год корабль «USS Birmingham» вместе с USS Salem ходили из США в Ливию и обратно, участвуя по заказу ВМФ США в исследовании распространения радиоволн на большие расстояние под руководством радиофизика Л. Остином. В результате на основе полученных данных Остин и его помощник доктор Луис Кохен определили эмпирические зависимости между мощностью радиосигналов, их частотой и расстоянием, на которое они были переданы, и была выведена формула для определения мощности сигнала, переданного на большие расстояния (формула Остина или формула Остина-Кохена).
В 1913 году переоборудован в плавбазу торпедных катеров. Во время Первой мировой войны эскортировал конвой с войсками во Францию, эскортировал конвои от Гибралтара до Британских островов и Франции, в январе 1919 года вернулся в США. До 1922 года базировался на Сан-Диего, был флагманом эскадрона эсминцев, затем переведён в Бальбоа, был флагманом эскадрона особого назначения, в 1923 году списан, в 1930 году разделан на металл.